# Lago Sauce
O Lago Sauce (também conhecido como Laguna Azul) é um lago do Peru, próximo a cidade de Tarapoto.